# Everus S1
Everus S1 – samochód osobowy klasy subkompaktowej produkowany pod chińską marką Everus w latach 2011–2016.

## Historia i opis modelu

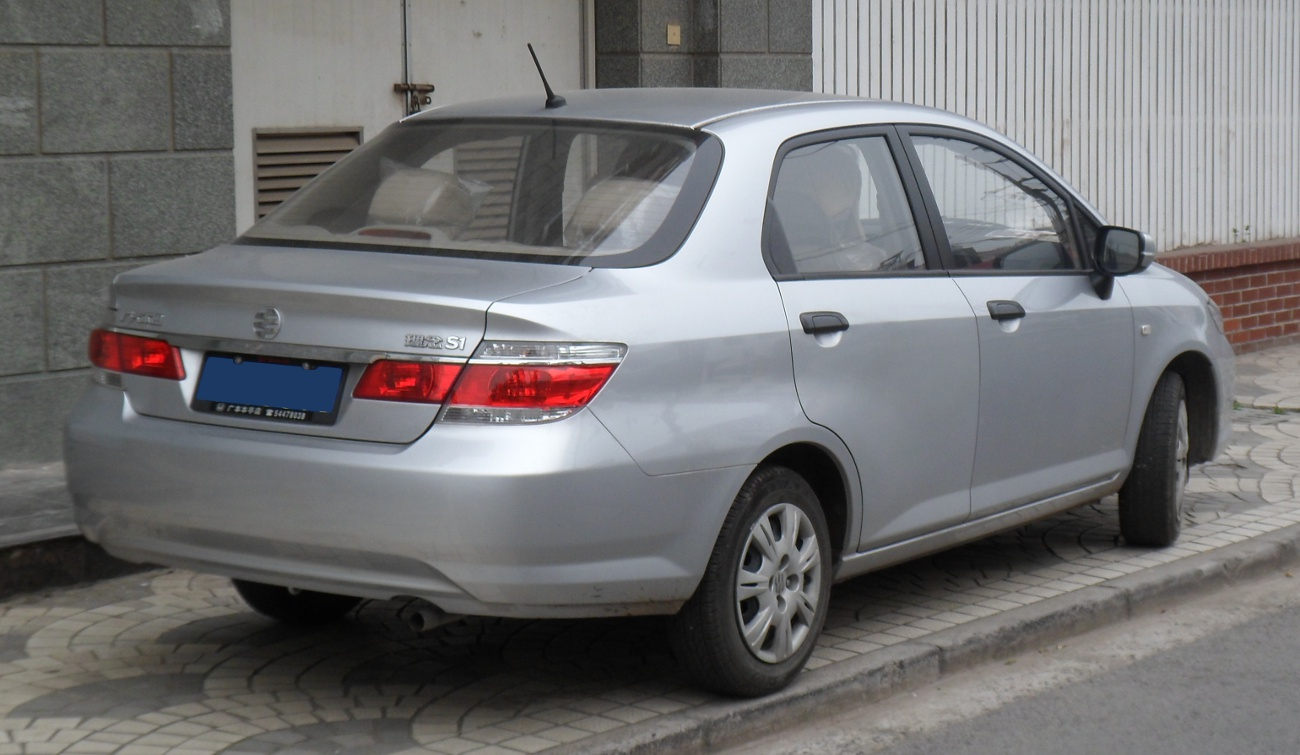
Everus S1 - tył

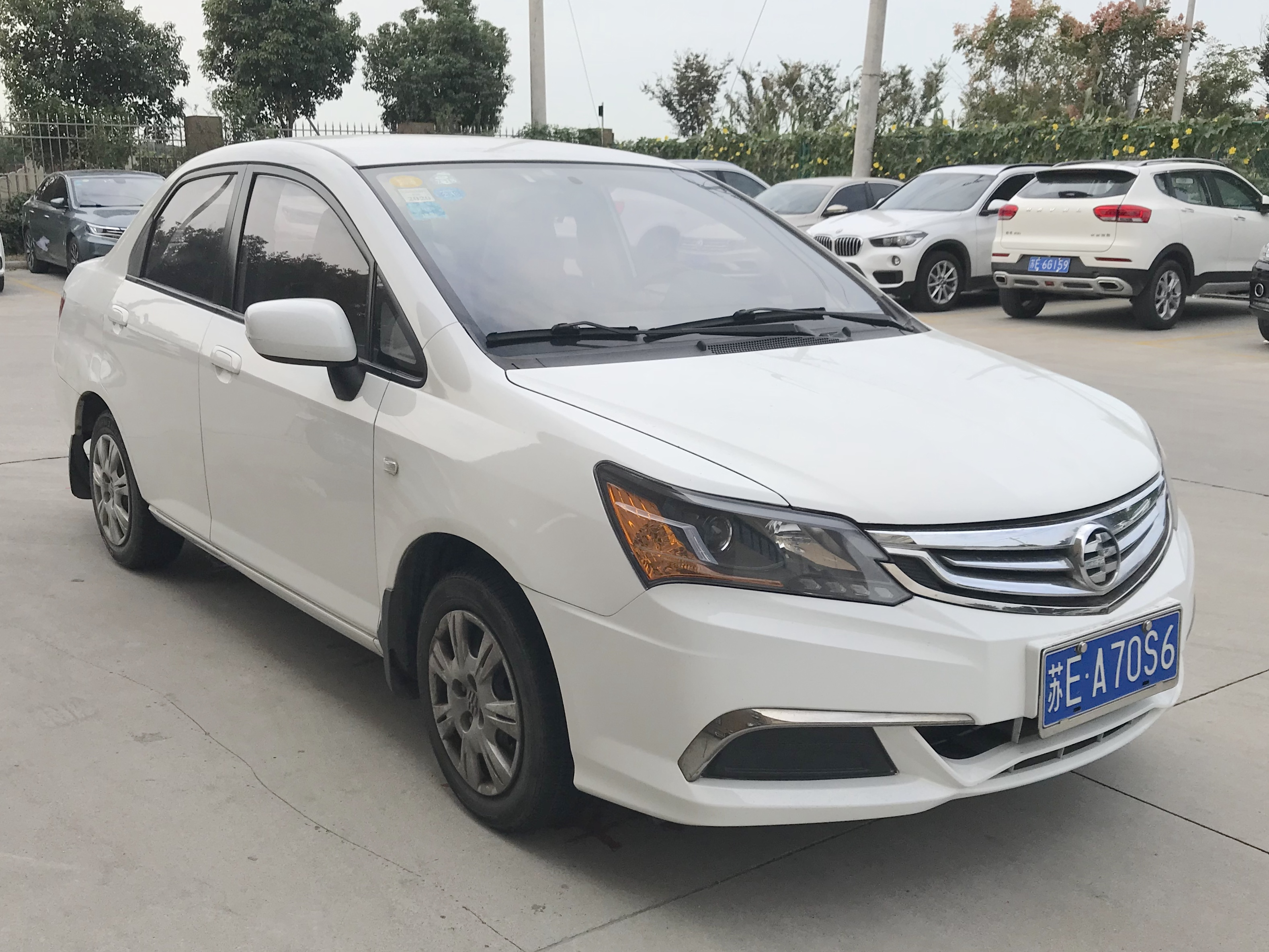
Everus S1 po liftingu

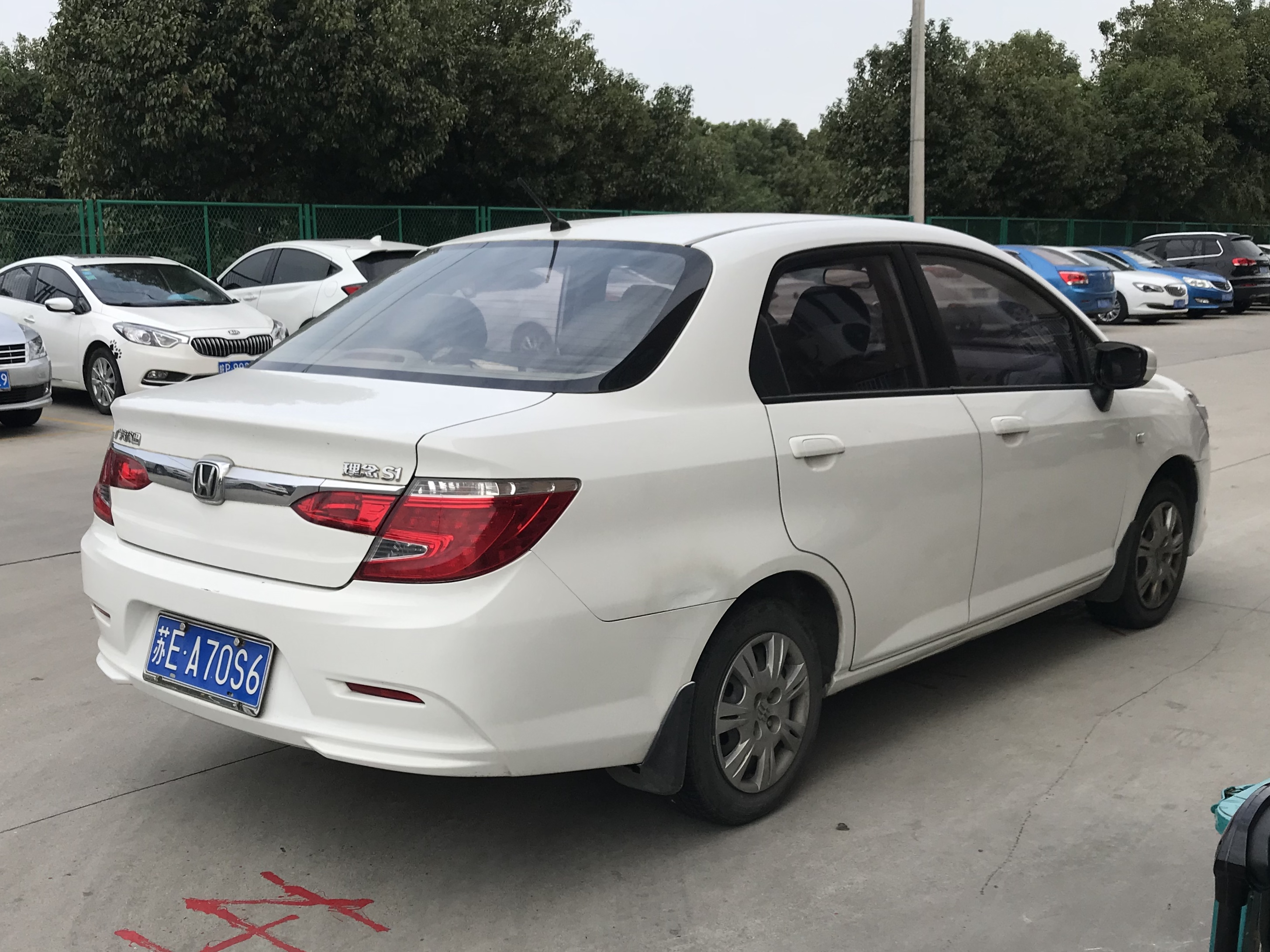
Everus S1 - tył po liftingu

Pod koniec 2010 roku chińsko-japońskie joint-venture Guangqi Honda przedstawiło pierwszą oficjalną zapowiedź miejskiego sedana mającego konkurować na lokalnym, chińskim rynku z podobnych rozmiarów tanimi konstrukcjami trójbryłowymi. Oficjalna premiera modelu pod nazwą Everus S1 odbyła się wiosną 2011 roku. Pojazd powstał jako bliźniacza konstrukcja wobec wycofanej z produkcji w 2008 roku czwartej generacji Hondy City, różniąc się od niej minimalnymi różnicami wizualnymi - innymi wkładami lamp oraz zmodyfikowaną atrapą chłodnicy i ozaczeniami producenta.

### Lifting
Po dwóch latach produkcji Everusa S1, w kwietniu 2013 roku przedstawiono model po głębokiej modernizacji. Samochód zyskał obszerniejsze różnice względem Hondy City, z większymi reflektorami, innym kształtem zderzaków i atrapy chłodnicy. Projekt zmian objął także pas tylny, gdzie zastosowano inny kształt lamp, a także przeniesiono miejsce na tablicę rejectacyjną na zderzak. 

### Sprzedaż
Everus S1 był oferowany wyłącznie na rynku chińskim jako jedyny model tej marki, pozostając w sprzedaży łącznie przez 5 lat pomiędzy 2011 a 2016 rokiem. Samochód zniknął z rynku bez następcy, ciesząc się umiarkowaną popularnością i znajdując łącznie 7,6 tysiąca nabywców.

### Silniki
- R4 1.3l
- R4 1.5l